# The Jam
A The Jam egy brit punk együttes volt Wokingból. Az együttest 1972-ben alapították. Legnagyobb sikert hozó albumaik az 1978-as All Mod Cons, valamint az 1980-ban megjelent Sound Affects, amelyek szerepelnek az 1001 lemez, amit hallanod kell, mielőtt meghalsz című könyvben.

## Diszkográfia
- In the City (1977)
- This Is the Modern World (1977)
- All Mod Cons (1978)
- Setting Sons (1979)
- Sound Affects (1980)
- The Gift (1982)

## Fordítás
- Ez a szócikk részben vagy egészben  a   The Jam című angol Wikipédia-szócikk fordításán alapul.  Az eredeti cikk szerkesztőit annak laptörténete sorolja fel. Ez a jelzés csupán a megfogalmazás eredetét és a szerzői jogokat jelzi, nem szolgál a cikkben szereplő információk forrásmegjelöléseként.